# آمریکایی‌های هیسپانیک و لاتین
آمریکایی‌های هیسپانیک و لاتین به آمریکایی هایی گفته می‌شود که دارای پیشینه، فرهنگ یا منشاء خانوادگی اسپانیایی یا لاتین هستند. این آمار جمعیتی شامل همه آمریکایی هایی است که بدون در نظر گرفتن نژاد، خود را اسپانیایی یا لاتین تبار معرفی می کنند. تا سال ۲۰۲۰، اداره سرشماری تخمین زد که تقریباً ۶۵.۳ میلیون اسپانیایی تبار و لاتین تبار در آمریکا و قلمرو های آن زندگی می کنند. به‌طور کلی تر، این گروه همهٔ اشخاصی در ایالات متحده را دربر می‌گیرد که خود را خواه کامل خواه به‌طور جزئی هیسپانی یا لاتین می‌شناسند.

## جمعیت شناسی
هیسپانی‌ها در سال ۲۰۲۰ با بیش از ۶۵.۳ میلیون نفر جمعیت ۱۹٫۵٪ از جمعیت ایالات متحده آمریکا و قلمرو های آن از جمله پورتوریکو را تشکیل می‌دادند. نرخ رشد آن‌ها از سال ۲۰۰۰ تا ۲۰۰۷، ۲۸٫۷٪ - سه برابر نرخ رشد کل جمعیت کشور - بود.
| گروه هیسپانی    | جمعیت      | ٪ از هیسپانی‌ها |
| --------------- | ---------- | -------------- |
| مکزیکی آمریکایی | ۳۱٬۷۹۸٬۲۵۸ | ۶۳٫۰           |
| پورتوریکویی     | ۴٬۶۲۳٬۷۱۶  | ۹٫۲            |
| کوبایی          | ۱٬۷۸۵٬۵۴۷  | ۳٫۵            |
| سالوادوری       | ۱٬۶۴۸٬۹۶۸  | ۳٫۳            |
| دومینیکنی       | ۱٬۴۱۴٬۷۰۳  | ۲٫۸            |
| گواتمالایی      | ۱٬۰۴۴٬۲۰۹  | ۲٫۱            |
| کلمبیایی        | ۹۰۸٬۷۳۴    | ۱٫۸            |
| اسپانیایی       | ۶۳۵٬۲۵۳    | ۱٫۳            |
| هندوراسی        | ۶۳۳٬۴۰۱    | ۱٫۳            |
| اکوادوری        | ۵۶۴٬۶۳۱    | ۱٫۱            |
| پرویی           | ۵۳۱٬۳۵۸    | ۱٫۱            |
| نیکاراگوایی     | ۳۴۸٬۲۰۲    | ۰٫۷            |
| آرژانتینی       | ۲۲۴٬۹۵۲    | ۰٫۴            |
| ونزوئلایی       | ۲۱۵٬۰۲۳    | ۰٫۴            |
| پانامایی        | ۱۶۵٬۴۵۶    | ۰٫۳            |
| شیلیایی         | ۱۲۶٬۸۱۰    | ۰٫۳            |
| کستاریکایی      | ۱۲۶٬۴۱۸    | ۰٫۳            |
| بلیویایی        | ۹۹٬۲۱۰     | ۰٫۲            |
| اوروگوئه‌ای      | ۵۶٬۸۸۴     | ۰٫۱            |
| پاراگوئه‌ای      | ۲۰٬۰۲۳     | -              |
| دیگران          | ۳٬۵۰۵٬۸۳۸  | ۶٫۹            |
| کل              | ۵۰٬۴۷۷٬۵۹۴ | ۱۰۰            |

## زبان
در آمریکا ۴۱ میلیون نفر به اسپانیایی صحبت می‌کنند که بنا به آمار ۱۳ درصد از کل جمعیت این کشور است. دوازده میلیون نفر هم در این کشور به دو زبان انگلیسی و اسپانیایی تکلم می‌کنند. به این ترتیب آمریکا جلوتر از اسپانیا دومین کشوری است که بیشترین تعداد اسپانیایی زبان را دارد. از ۱۹۹۰ به این سو تعداد اسپانیایی زبان‌های آمریکا بیش از دو برابر شده است. اگر همین روند ادامه یابد اسپانیایی زبان‌های آمریکا حتی از مکزیک هم بیشتر خواهند شد. حتی در میان کسانی که نژاد لاتین ندارند هم اسپانیایی پرطرفدارترین زبان دوم در آمریکا حساب می‌شود.